# Bosc de l'Espluga
El bosc de l'Espluga és una pineda que es troba a l'obaga del cingle de l'Espluga. Situada entre els 1.350 i els 1.475 m. d'altitud, la meitat de la banda de ponent pertany al poble de La Corriu, al municipi de Guixers (Solsonès) mentre que la meitat de la banda de llevant pertany al poble de Vilacireres, al municipi de Gòsol (Berguedà).